# How to Live on Nothing
Albums de Troy Von Balthazar
The TVB LP
(2009)
How to Live on Nothing est le deuxième album solo de Troy Von Balthazar, sorti en 2010.
La majeure partie de l'album a été enregistrée à Los Angeles, au studio New Monkey, qui appartenait à Elliott Smith, mais aussi à Berlin (Allemagne) et en France (Saint-Aygulf notamment). Adeline Fargier apparaît sur cet album, comme cela avait déjà été le cas sur l'album précédent.

## Pistes
Toutes les chansons composées par Troy Von Balthazar.
1. CATT
2. Very Very Famous
3. The Tigers
4. Happiness and Joy
5. To a Girl With One Wing Gone
6. Mt. Balthazar
7. Diamond Brain
8. In Limited Light
9. Wings
10. Communicate
11. Santiago
12. S.
13. Dots and Hearts
14. Infinite Face

Les chansons The Tigers, To a Girl With One Wing Gone, Diamond Brain, In Limited Light et Wings sont intégralement interprétées par Troy Von Balthazar (tous instruments et voix).
Pour la chanson CATT, Adeline Fargier l'accompagne au chant.
Sur les chansons Very Very Famours, Happiness and Joy, Mt. Balthazar, Communicate, Dots and Hearts et Infinite Face, alors que Troy Von Balthazar joue de la guitare et chante, Adeline Fargier l'accompagne à la guitare, Emma Kathan à la batterie, Mitch Cichocki aux claviers, Jason Bacher à la basse.
Sur la chanson Santiago, l'accompagnement est assuré par Mitch Cichocki à la basse et Christian Omar Madrigal Izzo (qui joue aussi de la batterie au sein de Chokebore) à la batterie.
Sur la chanson S., Saskia Timm accompagne Troy Von Balthazar au chant.